# Geoff Boss
Geoff Boss (ur. 26 kwietnia 1969 roku w Narragansett) – amerykański kierowca wyścigowy.

## Kariera
Boss rozpoczął karierę w międzynarodowych wyścigach samochodowych w 1993 roku od startów w Zerex Saab Pro Series. Z dorobkiem 39 punktów został sklasyfikowany na dziewiątej pozycji w końcowej klasyfikacji kierowców. W późniejszym okresie Amerykanin pojawiał się także w stawce Barber Saab Pro Series, Indy Lights oraz Champ Car.
W Champ Car Boss wystartował w 2003 roku. W ciągu jedenastu wyścigów, dwukrotnie uplasował się w czołowej dziesiątce. Uzbierał łącznie osiem punktów, co dało mu dwudzieste miejsce w klasyfikacji generalnej.